# 半パン魂
「半パン魂」（ハンパンスピリット）は、ヒャダインの8枚目のシングル。2014年2月12日にLantisから発売された。

## 概要
前作「笑いの神様が降りてきた!」から8ヶ月ぶりのリリースとなるシングル。
表題曲「半パン魂」はテレビアニメ「ガンダムビルドファイターズ」の新エンディングテーマで、大人になっても決して忘れることのない子供心が歌われた“最新鋭のピータパン・ソング”。「子供の頃大好きだった”半パン”を、60年経っても履き続けている」同一人物として描かれた2人が心の中に持つ「半パン魂」を表現した、ストーリー性のある映像に仕上がった。販売形態は「通常版」と「初回限定版」の2種リリースで、前者には表題曲のPVと特典映像としてヒャダインのファッション通信「Road to HANPAN Spirit」を収めたDVDが同梱されている。ディスクジャケットは、初回限定盤はファッション誌の1ページをイメージしたヒャダインの写真が、通常盤はガンダムビルドファイターズのキャラクター、イオリ・セイとレイジのイラストが描かれている。
過去のPVではヒャダイン本人がコミカルなダンスや演技に挑戦してきたが、今作では映像内に登場するCMやポスターのみに出演し、物語の軸は1人の少年と1人の老人に置いている。

## 収録内容
| 全編曲: 前山田健一。 |                                                                                            |            |            |       |
| #                    | タイトル                                                                                   | 作詞       | 作曲       | 時間  |
| 1.                   | 「半パン魂」(TVアニメ「ガンダムビルドファイターズ」新エンディング主題歌)                   | 前山田健一 | 前山田健一 | 3:59  |
| 2.                   | 「シャアが来る」(TVアニメ「機動戦士ガンダム」挿入歌カバー)                                 | 井荻麟     | 渡辺岳夫   | 2:59  |
| 3.                   | 「わーきゃーいわれない」(文化放送 超A&G＋「ヒャダインのわーきゃーいわれたい」テーマソング) | 前山田健一 | 前山田健一 | 4:07  |
| 合計時間:            | 合計時間:                                                                                  | 合計時間:  | 合計時間:  | 11:05 |

| #  | タイトル                               | 作詞 | 作曲・編曲 |
| -- | -------------------------------------- | ---- | ---------- |
| 1. | 「半パン魂」(Music Video)              |      |            |
| 2. | 「特典映像 「Road to HANPAN Spirit」」 |      |            |